# Entensee
Der Entensee ist ein See im Gemeindegebiet von Borkow im Landkreis Ludwigslust-Parchim in Mecklenburg-Vorpommern. Die nächste Ortschaft, Neu Woserin, liegt 1,2 Kilometer nördlich.
Das etwa neun Hektar große und im Naturpark Sternberger Seenland befindliche Gewässer ist vollständig von Wald umgeben, besitzt keinen oberirdischen Zufluss und fließt nach Osten über einen Graben in den 1,8 Meter tiefer liegenden Schwarzen See ab. Die maximalen Ausdehnungen der Wasseroberfläche betragen 500 × 225 Meter. Bei einer maximalen Tiefe von acht Metern weist der See eine Temperaturschichtung auf. In einer Veröffentlichung zum Naturpark aus dem Jahr 2011 ist ein mesotropher Zustand verzeichnet.

## Karten
- Wiebekingsche Karte von Mecklenburg 1786.
- Wirtschaftskarte Forstamt Dobbertin 1927/1928, 1935.
- Offizielle Rad- und Wanderkarte des Naturparks Nossentiner/Schwinzer Heide, 2010.